# Sagor & Swing (EP, 1999)
Sagor & Swing är Sagor & Swings självbetitlade första EP, utgiven som en 7" på skivbolaget Rocket Number Nine Records 1999. Samtliga låtar på skivan kom senare att ingå på debutalbumet Orgelfärger (2001).

## Låtlista
A
1. "Vals på vingar"
2. "Melodi"

B
1. "En, två, tre, fyr"
2. "Mjuk skog"
3. "Allt kommer att ordna sig"

## Personal
- Eric Malmberg - orgel, synthesizer
- Ulf Möller - trummor

### Fotnoter
1. ↑  ”Sagor & Swing”. http://www.discogs.com/Sagor-Swing-Untitled/release/1030492. Läst 19 maj 2012.
2. ↑  ”Orgelfärger”. Discogs.com. http://www.discogs.com/Sagor-Swing-Orgelf%C3%A4rger/release/350756. Läst 19 maj 2012.